# Zababa-szum-iddina

Babilonia za panowania Kasytów.

Zababa-szum-iddina – król Babilonii z dynastii kasyckiej; panował tylko przez jeden rok (1158 r. p.n.e.). Wzmiankowany jest jedynie w pochodzącym z późniejszego okresu babilońskim tekście epickim, wedle którego usunięty miał zostać z tronu Babilonii przez elamickiego króla Szutruk-Nahhunte I.